# Окладников, Николай Анатольевич
Никола́й Анато́льевич Окла́дников (26 ноября 1928 — 10 ноября 2014) — российский краевед, действительный член Русского географического общества, ветеран МВД, исследователь истории Мезенского края, почётный гражданин города Мезени.
Автор очерков о прошлом Печорского и Мезенского краев, об истории старообрядчества на Русском Севере. Один из авторов большого историко-документального труда «Ненецкий край: сквозь вьюги лет», энциклопедического словаря «Ненецкий автономный округ» (автор 101 статьи), Поморской энциклопедии — тома «История Архангельского Севера» и тома «Природа Архангельского Севера», энциклопедического словаря «Мезенский район. Люди. События. Факты» (единоличный автор 148 статей и соавтор 21 статьи). Избран почетным членом Русского географического общества, Северного историко-родословного общества и Добровольного культурно-просветительского общества «Норд». Член Русского общества историков-архивистов и почетный читатель Архангельской областной научной библиотеки имени Н. А. Добролюбова. Член мезенского землячества «Зимний берег» и ненецкого землячества «Тосавэй».
Автор книг:
- «Пустозерские страдальцы» (из истории пустозерской ссылки XVII—XVIII вв.) 1991 г.;
- «Острог на Печоре: О государственной крепости, протопопе Аввакуме и его соузниках» 1999 г.;
- «Встречь солнцу: Древние водные пути на Печору и в Западную Сибирь» 2003 г.;
- «Канинская и Тиманская тундры XVII — начала XX вв.» 2006 г.;
- «Заповедная Кимжа» 2007 г.;
- «Тернистый путь к православию. Из истории обращения в христианство ненцев архангельских тундр» 2008 г.;
- «Российские колумбы. Мезенские полярные мореходы (XVII — начала XX вв.)» 2008 г.;
- «Край родной Мезенский. Очерки о прошлом Мезенского края» 2009 г.;
- «Пустозерск и Пустозерье. Из истории Печорского края» 2010 г.;
- «Борец за свободу: Из жизни и деятельности мезенского мещанина Николая Афанасьевича Куреньгина» 2010 г.;
- «Мезенские деревни» 2012 г.;
- «Поборники древлего благочестия» 2012 г.;
- «Экспедиция в прошлое: Путевые заметки участника лодочного перехода по древнему водно-волоковому пути из Архангельска на Печору (1992 г.)» 2013 г.;
- «Поселения Канино-Тиманья: Из истории русских поселений в Канинской и Тиманской тундрах» 2014 г.;
- «Старинный поморский город Мезень» 2014 г.;
- «Из прошлого Мезенского края» 2014 г.;
- «Из прошлого Печорского края» 2014 г.

## Память
На здании УМВД РФ по НАО установлена мемориальная доска в память о Николае Окладникове.